# Чаплыгин, Пётр Васильевич
Пётр Васильевич Чаплыгин (19 ноября 1921 года, д. Гуровка, Курская губерния, РСФСР — 8 августа 2005 года, Москва, Россия) — советский военный деятель, генерал-лейтенант (1971), лауреат Государственной премии СССР (1975), профессор.

## Биография
Родился в деревне Гуровка Фатежского уезда (ныне Фатежский район, Курской области), в крестьянской семье. Окончил семилетку, затем Фатежский педагогический техникум. Получил направление в школу села Сухочево Фатежского района, где работал учителем физики и математики.
В ноябре 1939 года был призван в РККА и направлен для обучения курсантом в Львовское пехотное училище.
После начала Великой Отечественной войны досрочно выпущен из училища, произведён в лейтенанты и направлен на Северо-Западный фронт, где проходил службу на должностях:  командира взвода, роты, стрелкового батальона одного из полков 8-й гвардейской стрелковой дивизии. Принимал участие в Демянской операции. В феврале 1942 года в одном из боев под Старой Русой был тяжело ранен. После длительного лечения в госпиталях, службы в запасных частях и учебы в разведывательной школе, с января 1945 года вновь в действующей армии  на должности  начальника разведывательного отделения штаба 99-й Гвардейской стрелковой Свирской дивизии 9-й гвардейской армии 3-го Украинского фронта. Участвовал в освобождении Венгрии, Австрии, Чехословакии. Войну закончил под Прагой.
После войны продолжил службу в дивизии на прежней должности. В июне 1945 года 99-я гвардейская стрелковая дивизия преобразована в 99-ю гвардейскую воздушно-десантную дивизию, именно с этого момента началась его служба в воздушно-десантных войсках, становлению и развитию которых он посвятил всю свою дальнейшую жизнь.
Проходил службу на должностях: заместитель начальника штаба дивизии; начальник оперативного отдела корпуса; командир 331-го гвардейского парашютно-десантного полка; командир 7-й гвардейской воздушно-десантной Краснознамённой ордена Кутузова дивизии (1961-1963 гг.);  заместитель командующего армии Закавказского военного округа; заместитель по боевой подготовке командующего воздушно-десантными войсками командующего ВДВ - легендарного генерала Маргелова В.Ф.; главный военный советник в Эфиопии (1977- 1981 гг.); профессор Военной академии имени М.В. Фрунзе.  В 1987 году гвардии генерал-лейтенант Чаплыгин уволен в запас.
Избирался депутатом Верховного Совета от союзных республик.
П. В. Чаплыгин  закончил Военную академию имени М.В. Фрунзе и Военную Академию Генерального штаба ВС СССР с Золотой медалью. Он создал основные учебно-методические программы и пособия по подготовке офицеров и солдат ВДВ. За разработку и внедрение в ВДВ методик и военной техники он стал лауреатом Государственной премии СССР. В 1977 году в качестве главного военного консультанта принимал участие в создании популярного советского фильма «В зоне особого внимания», вышедшего на киностудии «Мосфильм».
В феврале 1989 года совместно с Главным управлением народного образования Мосгорисполкома  он организовал и долгое время возглавлял Клуб "Юный десантник" во Дворце пионеров и школьников на Воробьевых горах.
Умер  8 августа 2005 года, похоронен на Троекуровском кладбище в Москве.

## Труды
- Учебник сержанта Воздушно-Десантных войск. / Под общей редакцией генерал-лейтенанта П. В. Чаплыгина. — М.: Воениздат, 1975. — Утвержден командующим Воздушно-десантными войсками в качестве учебника для курсантов учебных частей и сержантов парашютно-десантных подразделений Воздушно-десантных войск.

## Награды и премии
СССР
- орден Красного Знамени;
- орден Отечественной войны I степени (06.04.1985)[1];
- орден Отечественной войны II степени (07.06.1945)[2];
- орден Красной Звезды;
- орден «За службу Родине в Вооружённых Силах СССР» III степени;
- орден «Знак Почёта»
  - Медали в том числе:
  - «За боевые заслуги» (20.06.1949);
  - «За победу над Германией в Великой Отечественной войне 1941—1945 гг.»;
  - «За взятие Вены»;
  - «Ветеран Вооружённых Сил СССР»;
  - «За укрепление боевого содружества»;
  - «За безупречную службу» 1-й степени
- Государственная премия СССР (1975)

Других стран
 Эфиопия:
- орден Февральской революции 1974 года III степени
- медаль «За безупречную воинскую службу»

 Чехословакия:
- медаль «За укрепление дружбы по оружию» II степень - серебро (20.03.1970)
- медаль «40 лет освобождения Чехословакии Советской Армией» (19.03.1985)

 Куба:
- медаль «Боевое содружество» (02.02.1983)

 НРБ:
- медаль «30 лет Болгарской народной армии»
- медаль «40 лет Победы над гитлеровским фашизмом» (16.05.1985)

 МНР:
- медаль «30 лет Победы над милитаристской Японией» (08.01.1976)

 ВНР:
- медаль «За боевое содружество» I степени - золото (1985)

## Память
- Именем Петра Васильевича Чаплыгина в 1996 году назван метеорит Гурсум из метеоритной коллекции РАН.